# Chessgames.com
ChessGames.com es una comunidad de ajedrez de Internet, con más de 87.000 miembros. ChessGames.com fue fundada en 2001 por Daniel Freeman y Alberto Artidiello.
La web tiene una gran base de datos de partidas de ajedrez históricas donde cada partida tiene un tablero distinto para comentarios y análisis. La subscripción básica es libre y la web está abierta para jugadores de todos los niveles. ChessGames.com es una web en la que no existe un motor de juego, donde los miembros discuten sobre ajedrez y analizan posiciones sin jugar al ajedrez en tiempo real, excepto en concursos por equipos y retos de consulta. Los subscriptores de la web han tenido mucho éxito representando a "El Mundo" compitiendo contra Grandes Maestros. Las características de la web permiten estudiar aperturas, finales y sacrificios, incluyendo el repertorio de aperturas específico de un Gran Maestro en la base de datos.